# توريلودونيس
توريلودونيس (بالإنجليزية: Torrelodones)‏ هي بلدية ومدينة في منطقة الحكم الذاتي وتقع في منطقة مدريد في وسط إسبانيا. تبلغ مساحة هذه المدينة 21 (كم²)، ويبلغ عدد سكانها 22680 نسمة حسب إحصاء سنة 2012 م.

## توأمة
لتوريلودونيس اتفاقيات توأمة مع:
- باربيرينو دي موجيلو

## وصلات خارجية
- http://www.torrelodones.es/